# Nocturne, Op. 48 (Chopin)

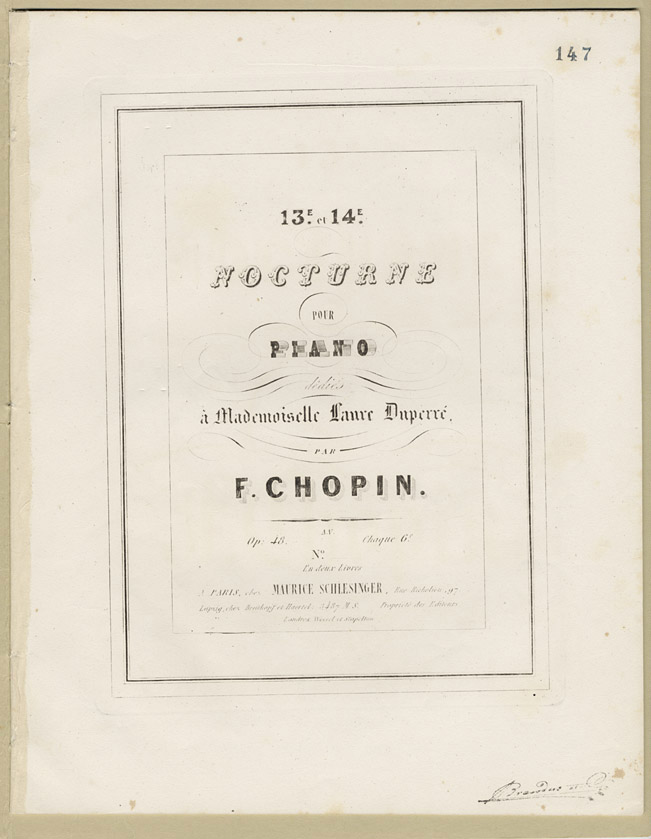
Pagina de titlu pentru Nocturne Op. 48

Nocturne, Op. 48 este un set de două nocturne scrise de Frédéric Chopin în 1841  și publicate în 1842. Ele sunt singurele două nocturne din Opus 48 și sunt dedicate lui Mlle. Laure Duperre. Chopin a vândut ulterior drepturile de autor pentru set pentru 2.000 de franci împreună cu alte câteva piese. 
Gustav Barth a comentat că nocturnele lui Chopin sunt semne clare de "progres" în comparație cu nocturnele originale ale lui John Field , deși îmbunătățirile sunt "în cea mai mare parte doar în tehnică".  Cu toate acestea, David Dubal consideră că piesele sunt "mai potrivite descrise ca balade în miniatură". 

## Nocturna în C minor, Op. 48 Nr. 1

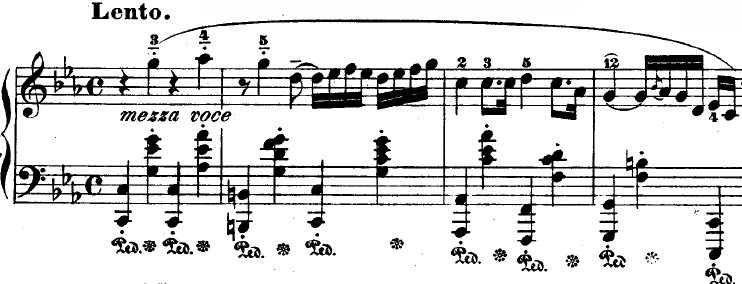
Barele de deschidere ale nocturnei Nr. 13.

Nocturna în C minor, Op. 48, Nr. 1 este marcat inițial lento și este în măsura 4/4. În general, schema piesei este forma ternară și urmează AB-A ". 
Piesa devine poco più lento la măsura 25 și intră în secțiunea sa mijlocie, care este o corală în C major. Mai târziu, se mută la doppio movimento agitato la măsura 49 și dispune de pasaje de octavă fortissimo și dublu octavă arpegii. În cele din urmă, piesa se termină cu o repriză a melodiei inițiale cu acompaniament chordal extrem de rapid.  Piesa are un total de 77 de măsuri lungime.
Nocturna în C minor a fost clasificată ca fiind una dintre cele mai mari realizări emoționale lui Chopin.  Theodor Kullak a spus despre piesă: "designul și conținutul poetic al acestei nocturne îl fac cel mai important pe care l-a creat Chopin, subiectul principal fiind o expresie maestră a unei dureri puternice puternice".  Jan Kleczyński, Sr. numește nocturna "largă și impunătoare cu mișcarea sa intermediară puternică, o deviere totală de la stilul de nocturnă".  Unii critici muzicali, inclusiv Charles Willeby și Frederick Niecks , nu cred că piesa merită faima și poziția sa; deși James Huneker este de acord cu această evaluare, notează că nocturna este încă "cel mai nobil din toate acestea".   James Friskin a descoperit că muzica are "cel mai impunător efect instrumental al oricărei nocturne", numind crescendo și octavele "aproape Lisztian ". 
Jim Samson observă că nocturna se intensifică "nu prin ornamentare, ci printr-un nou context textural".  Kleczyński a comentat că secțiunea de mijloc „este povestea unei durere încă mai spus într-un recitando agitat; celeste arfe vin să aducă o rază de speranță, care este lipsit de putere în încercarea sa de a calma sufletul rănit, care ... trimite în cer un strigăt de suferință profundă ".  Sfârșitul, conform lui Samson, este "în natura unui" sfârșit " feminin elaborat , care articulează ritmul reactiv final al unei grupări de amfibrați ". 

## Nocturna în F-sharp minor, Op. 48 Nr. 2

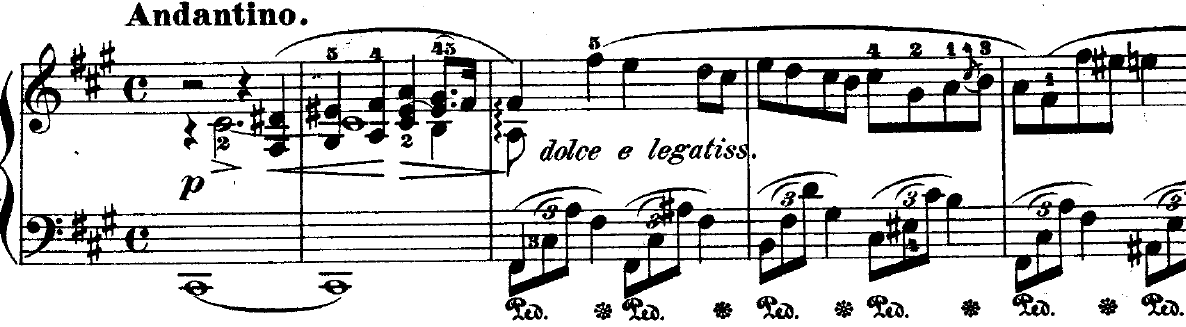
Barele de deschidere ale nocturnei Nr. 14.

Nocturna în F-sharp minor, Op 48, Nr. 2 este marcat inițial Andantino și este în măsura 4/4. Se trece la più lento la măsura 57 și revine la ritmul inițial la măsura 101. Piesa are un total de 137 de măsuri lungime.
Comparativ cu celelalte părți, secțiunea intermediară, più lento , este complet diferită - piesa se modulează de la minor la major (D-flat), își schimbă contorul la 3/4 și scade ritmul. Frederick Niecks a comentat că secțiunea mijlocie "este mult mai fină" și conține "progresii liniștitoare, simple, de coardă".  Chopin a observat odată că secțiunea de mijloc era ca un recitativ și ar trebui să se joace ca și când "un tiran dorește și celălalt cere mila".  recapitulația este trunchiată de coda , care se termină în F-sharp major. 